# Zygmunt Florenty Wróblewski
Zygmunt Florenty Wróblewski (n. 28 octombrie 1845, Grodno, Imperiul Rus – d. 16 aprilie 1888, Cracovia, Austro-Ungaria) a fost un fizician polonez, care a lichefiat, în cooperare cu Karol Stanislaw Olszewski, oxigenul și azotul în anul 1883.
A descoperit existența unui hidrat clatrat al gazului dioxid de carbon. A raportat descoperirea acestuia în anul 1882.